# Ricardo Jesus da Silva
Ricardo Jesus da Silva (* 16. Mai 1985 in Campinas), auch Ricardo Jesus genannt, ist ein brasilianischer Fußballspieler.

## Karriere
Ricardo Jesus stand bis 2004 beim Guarani FC im brasilianischen Campinas unter Vertrag. Im gleichen Jahr wechselte er nach Porto Alegre zu Internacional Porto Alegre. Hier wurde er in der ersten- sowie in der zweiten Mannschaft eingesetzt. Für eine Ablösesumme von 300.000 Euro wechselte er im März 2007 nach Russland. Hier unterschrieb er einen Vertrag bei Spartak Naltschik. Der Verein aus Naltschik, der Hauptstadt der nordkaukasischen Republik Kabardino-Balkarien, spielte in der höchsten Liga des Landes, der Premjer-Liga. Für Naltschik absolvierte er 30 Erstligaspiele. Anfang 2008 wechselte er zum Ligakonkurrenten PFK ZSKA Moskau in die russische Hauptstadt Moskau. 2008 wurde er mit dem Verein Vizemeister. Den russischen Pokal gewann er 2008 und 2009. 2008 besiegte man im Endspiel Amkar Perm, 2009 gewann man gegen Rubin Kasan. Den russischen Supercup gewann er 2009. Hier gewann man ebenfalls gegen Rubin Kasan. Von 2010 erfolgten Ausleihen zu AE Larisa nach Griechenland, zu seinem ehemaligen Verein Spartak Naltschik, sowie zu den brasilianischen Vereinen AA Ponte Preta, Associação Portuguesa de Desportos, Avaí FC und Atlético Goianiense. Nach Vertragsende in Moskau wechselte er Anfang 2014 nach Mexiko. Hier nahm ihn der Querétaro Fútbol Club aus Santiago de Querétaro unter Vertrag. Mit dem Verein spielte er in der ersten Liga, der Liga MX. Anfang 2015 verpflichtete ihn Ligakonkurrent Club Tijuana aus Tijuana, einer Grenzstadt zu den Vereinigten Staaten. Nach einem halben Jahr kehrte er in seine Heimat zurück, wo ihn der Fortaleza EC für den Rest des Jahres unter Vertrag nahm. 2016 ging er nach Asien. Hier unterschrieb er in Thailand einen Vertrag bei Thai Honda Ladkrabang. Der Verein aus der Hauptstadt Bangkok spielte in der zweiten Liga, der Thai Premier League Division 1. Am Ende der Saison wurde man Zweitligameister und stieg somit in die erste Liga auf. Nach einem Jahr in der ersten Liga musste der Verein Ende 2017 wieder in die zweite Liga absteigen. Nach dem Abstieg verließ er Thailand Ende 2017 und ging in die Vereinigten Arabischen Emirate. Hier unterzeichnete er einen Vertrag bei al-Urooba in Qidfa. Ende Januar 2018 wurde der Vertrag wieder aufgelöst. Von Februar 2018 bis Dezember 2018 spielte er beim brasilianischen Klub EC Juventude in Caxias do Sul. Im Januar 2019 nahm ihn Tombense FC unter Vertrag. Hier spielte er bis April 2019. Seit Mai 2019 ist er vereins- und vertragslos.

## Erfolge
ZSKA Moskau
- Premjer-Liga: 2008 (Vizemeister)
- Russischer Fußballpokal: 2008, 2009
- Russischer Fußball-Supercup: 2009

Thai Honda Ladkrabang
- Thai Premier League Division 1: 2016  ▲